# AS Fortior
AS Fortior is een Malagassische voetbalclub uit de stad Toamasina. De club werd al vier keer landskampioen.

## Erelijst
Landskampioen
1962, 1963, 1999, 2000
Beker van Madagaskar
Winnaar: 2002